# Sebastian Zinke (Fußballspieler)
Sebastian Zinke (* 20. Februar 1985 in Kassel) ist ein deutscher Fußballspieler.

## Karriere
Zinke begann seine Laufbahn im Seniorenbereich bei der zweiten Mannschaft des 1. FC Köln. Von 2004 bis 2007 spielte er in der Domstadt. Nach Stationen bei KSV Hessen Kassel, SV Wilhelmshaven, Rot-Weiss Essen, dem Wuppertaler SV Borussia und den Sportfreunden Lotte wechselte Zinke 2012 zu Fortuna Köln. 2013 gewann er den FVM-Pokal, in der Saison 2013/14 folgte der Aufstieg in die 3. Liga. Sein Debüt in Liga 3 absolvierte er am 4. Oktober 2014, dem 3. Spieltag. Beim 3:0-Erfolg über Energie Cottbus wurde er in der 86. Minute für Johannes Rahn eingewechselt. Zur Winterpause 2014/15 wechselte er zur zweiten Mannschaft des 1. FC Köln. Nach der Saison 2015/16 lief sein Vertrag aus.
Von Juli 2016 bis Februar 2017 war Zinke vereinslos. Er schloss sich im Februar dem FC Hürth an und spielt seitdem in der Mittelrheinliga.

## Erfolge
- Mittelrheinpokal-Sieger: 2013
- Aufstieg in die 3. Liga: 2013/14